# Hypolimnas deois
Hypolimnas deois är en fjärilsart som beskrevs av William Chapman Hewitson 1858. Hypolimnas deois ingår i släktet Hypolimnas och familjen praktfjärilar. Inga underarter finns listade i Catalogue of Life.

## Bildgalleri

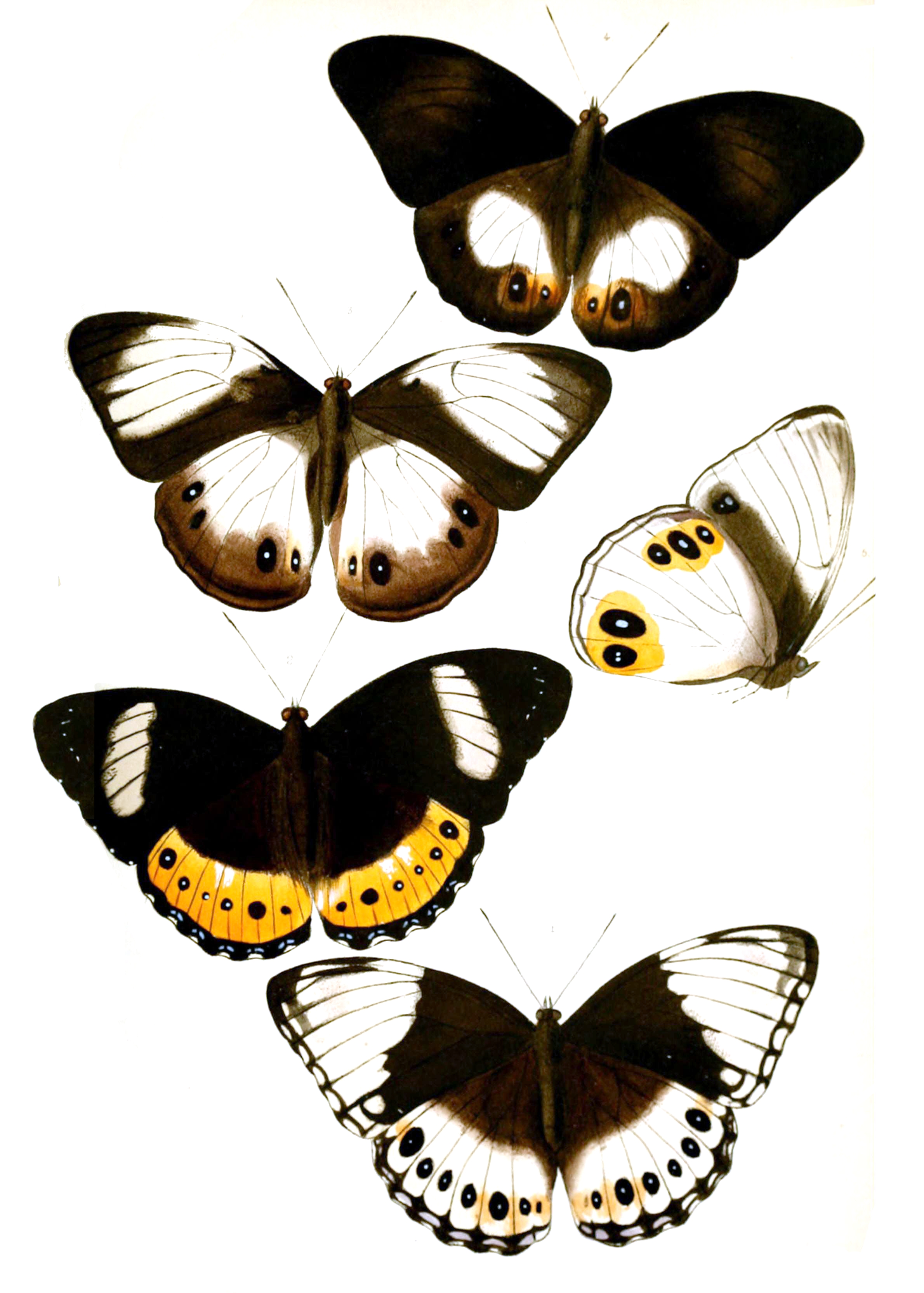
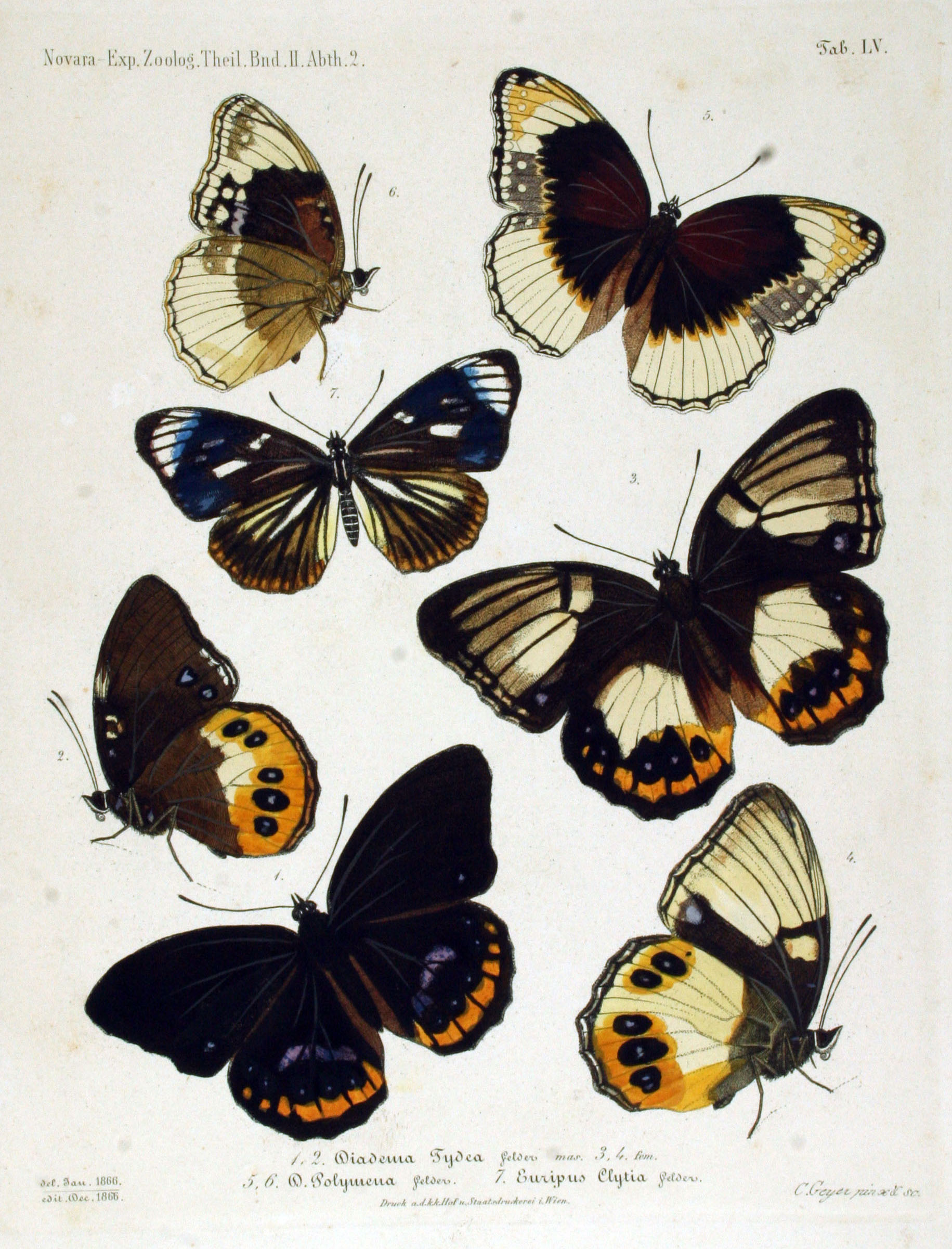